# 37 mm/50 Model 1925/1933
37mm/50 Model 1925/1933 — 37-миллиметровое корабельное зенитное артиллерийское орудие, разработанное и производившееся в Франции. Состояло на вооружении ВМС Франции. Предназначалось для вооружение кораблей всех классов, являлось основным средством ближней ПВО флота. К середине 1930-х годов устарело и должно было быть заменено 37-мм автоматом фирмы «Гочкисс» Model 1935, но задержки с производством последнего вынудили широко использовать Model 1925/1933 в сражениях начального периода Второй мировой войны. В 1943—1944 годах было заменено на большинстве кораблей французского флота на 40-мм орудие Bofors L60 американского производства.

## Конструкция
Орудие 37mm/50 Model 1925 являлось полуавтоматическим, с питанием из магазина на 6 патронов. Такая конструкция не позволяла развить достаточную скорострельность. Формально имея темп стрельбы 30—42 выстрела в минуту, фактически орудие не могло в реальных условиях выпустить более 20 снарядов в минуту. Баллистические характеристики орудия считались хорошими и позволяли бороться с авиацией до высоты 5000 м. 
Пытаясь решить проблему ближней ПВО при отсутствии пригодного зенитного автомата, французский флот пошёл экстенсивным путём. Так появилось орудие 37mm/50 Model 1933. По сути, это был тот же полуавтомат Model 1925, но в спаренной установке. Прочие характеристики остались теми же. По своим боевым качествам Model 1933 заметно уступала зенитным автоматам других стран.